# Saison 2007 de l'équipe cycliste Lampre-Fondital
L'Équipe cycliste Lampre-Fondital participait en 2007 au ProTour.

## Effectif
| Cycliste           | Date de naissance | Nationalité | Équipe 2006               |
| ------------------ | ----------------- | ----------- | ------------------------- |
| Fabio Baldato      | 13.06.1968        | Italie      | Tenax                     |
| Alessandro Ballan  | 06.11.1979        | Italie      |                           |
| Daniele Bennati    | 24.09.1980        | Italie      |                           |
| Matteo Bono        | 11.11.1983        | Italie      |                           |
| Paolo Bossoni      | 02.07.1976        | Italie      | Tenax                     |
| Marzio Bruseghin   | 15.06.1974        | Italie      |                           |
| Giampaolo Caruso   | 18.08.1980        | Italie      | Astana-Würth              |
| Jaime Castañeda    | 29.10.1986        | Colombie    |                           |
| Claudio Corioni    | 26.12.1982        | Italie      |                           |
| Damiano Cunego     | 19.09.1981        | Italie      |                           |
| Giuliano Figueras  | 24.01.1976        | Italie      |                           |
| Paolo Fornaciari   | 02.02.1971        | Italie      |                           |
| Enrico Franzoi     | 08.08.1982        | Italie      |                           |
| Francesco Gavazzi  | 01.08.1984        | Italie      | Unidelta                  |
| Roberto Longo      | 13.12.1984        | Italie      | Unidelta                  |
| David Loosli       | 08.05.1980        | Suisse      |                           |
| Marco Marzano      | 10.06.1980        | Italie      |                           |
| Massimiliano Mori  | 08.01.1974        | Italie      | Naturino - Sapore di Mare |
| Danilo Napolitano  | 31.01.1981        | Italie      |                           |
| Morris Possoni     | 01.07.1984        | Italie      |                           |
| Daniele Righi      | 28.03.1976        | Italie      |                           |
| Mauro Santambrogio | 07.10.1984        | Italie      |                           |
| Gorazd Štangelj    | 27.01.1973        | Slovénie    |                           |
| Sylwester Szmyd    | 02.03.1978        | Pologne     |                           |
| Paolo Tiralongo    | 08.07.1977        | Italie      |                           |
| Tadej Valjavec     | 14.03.1977        | Slovénie    |                           |
| Patxi Vila         | 11.10.1975        | Espagne     |                           |

## Victoires
| Date       | Course                                                      | Pays      | Classe | Vainqueur         |
| ---------- | ----------------------------------------------------------- | --------- | ------ | ----------------- |
| 14/02/2007 | 2e étape du Tour méditerranéen                              | France    | 2.1    | Daniele Bennati   |
| 27/02/2007 | 1re étape du Tour de la Communauté valencienne              | Espagne   | 2.1    | Daniele Bennati   |
| 01/03/2007 | 3e étape du Tour de la Communauté valencienne               | Espagne   | 2.1    | Daniele Bennati   |
| 03/03/2007 | 5e étape du Tour de la Communauté valencienne               | Espagne   | 2.1    | Daniele Bennati   |
| 11/03/2007 | 5e étape du Tour de Murcie                                  | Espagne   | 2.1    | Danilo Napolitano |
| 19/03/2007 | 6e étape du Tirreno-Adriatico                               | Italie    | PT     | Matteo Bono       |
| 05/04/2007 | 2e étape des Trois Jours de La Panne                        | Belgique  | 2.HC   | Daniele Bennati   |
| 05/04/2007 | Classement général des Trois Jours de La Panne              | Belgique  | 2.HC   | Alessandro Ballan |
| 08/04/2007 | Tour des Flandres                                           | Belgique  | PT     | Alessandro Ballan |
| 24/04/2007 | 1re étape du Tour du Trentin                                | Italie    | 2.1    | Damiano Cunego    |
| 25/04/2007 | 2e étape du Tour du Trentin                                 | Italie    | 2.1    | Damiano Cunego    |
| 27/04/2007 | Classement général du Tour du Trentin                       | Italie    | 2.1    | Damiano Cunego    |
| 01/05/2007 | 9e étape du Tour d'Italie                                   | Italie    | PT     | Danilo Napolitano |
| 04/05/2007 | 3e étape du Tour de Romandie                                | Italie    | PT     | Matteo Bono       |
| 25/05/2007 | 13e étape du Tour d'Italie                                  | Italie    | PT     | Marzio Bruseghin  |
| 12/06/2007 | 1re étape du Tour de Slovénie                               | Slovénie  | 2.1    | Danilo Napolitano |
| 01/07/2007 | Championnat de Slovénie sur route                           | Slovénie  | CN     | Tadej Valjavec    |
| 08/07/2007 | 1re étape du Tour d'Autriche                                | Autriche  | 2.HC   | Fabio Baldato     |
| 26/07/2007 | 17e étape du Tour de France                                 | France    | PT     | Daniele Bennati   |
| 29/07/2007 | 20e étape du Tour de France                                 | France    | PT     | Daniele Bennati   |
| 13/08/2007 | 4e étape du Tour d'Allemagne                                | Allemagne | PT     | Damiano Cunego    |
| 19/08/2007 | Vattenfall Cyclassics                                       | Allemagne | PT     | Alessandro Ballan |
| 23/08/2007 | Coppa Bernocchi                                             | Italie    | 1.1    | Danilo Napolitano |
| 01/09/2007 | 1re étape du Tour d'Espagne                                 | Espagne   | PT     | Daniele Bennati   |
| 09/09/2007 | 1re étape du Tour de Pologne (contre-la-montre par équipes) | Pologne   | PT     | Lampre-Fondital   |
| 12/09/2007 | 4e étape du Tour de Pologne                                 | Pologne   | PT     | Danilo Napolitano |
| 19/09/2007 | 17e étape du Tour d'Espagne                                 | Espagne   | PT     | Daniele Bennati   |
| 22/09/2007 | Grand Prix de la ville de Modène                            | Italie    | 1.1    | Danilo Napolitano |
| 23/09/2007 | 21e étape du Tour d'Espagne                                 | Espagne   | PT     | Daniele Bennati   |
| 20/10/2007 | Tour de Lombardie                                           | Italie    | PT     | Damiano Cunego    |

## Classements UCI ProTour

### Individuel
Classement au ProTour 2007 des coureurs de l'équipe Lampre-Fondital.
| Rang | Coureur           | Points |
| ---- | ----------------- | ------ |
| 7    | Damiano Cunego    | 165    |
| 11   | Alessandro Ballan | 135    |
| 35   | Daniele Bennati   | 65     |
| 43   | Tadej Valjavec    | 54     |
| 60   | Danilo Napolitano | 40     |
| 68   | Marzio Bruseghin  | 34     |
| 112  | Enrico Franzoi    | 10     |
| 118  | Patxi Vila        | 9      |
| 140  | Sylwester Szmyd   | 7      |
| 157  | Matteo Bono       | 6      |
| 201  | Fabio Baldato     | 2      |
| 208  | Marco Marzano     | 2      |
| 238  | Paolo Bossoni     | 1      |

### Équipe
L'équipe Lampre-Fondital a terminé à la 10e place avec 258 points.